# 乙酰丙酸
乙酰丙酸，也称为γ-酮戊酸，结构式CH3COCH2CH2COOH。

## 性质
白色片状有吸湿性结晶。易溶于水和醇、醚等多数有机溶剂。常压蒸馏几乎不分解，但长时间加热则发生失水转变为不饱和的五元内酯——α-当归内酯和β-当归内酯。易燃；低毒。

## 制备
1、以玉米芯或棉籽壳为原料生产糠醛后的纤维素残渣或废山芋渣，用盐酸加热（＞150°C）加压（350～600kPa）水解。反应后，经过滤、真空蒸馏，得乙酰丙酸成品。
2、由糠醇在盐酸存在下加压水解制得。

## 用途
用作有机合成中间体，由它制得的产品可用作香精（低级酯类）、药物（乙酰丙酸钙）、树脂前体（双酚酸）、涂料、油墨、表面活性剂、橡胶和塑料助剂、农药、植物激素和染料等。